# Поденбице
Поденбице (пољ. Poddębice) град је у Пољској у Војводству лођском. По подацима из 2012. године број становника у месту је био 7812.

## Становништво
| 2012. |
| ----- |
| 7.812 |

## Партнерски градови
- Званични веб-сајт